# Mistrzostwa Włoch w Skokach Narciarskich 2020
Mistrzostwa Włoch w Skokach Narciarskich 2020 – zawody mające na celu wyłonić mistrza Włoch, które rozegrane zostały 25 października na skoczni normalnej (HS104) w kompleksie Trampolino Dal Ben w Predazzo.
Podczas gdy konkurs kobiet rozegrano w pełnym wymiarze, rywalizacja mężczyzn została zakończona po 1. serii konkursowej. Tytuły mistrza Włoch zdobyli Lara Malsiner i Samuel Costa.
Najdłuższy skok wśród mężczyzn oddał Giovanni Bresadola, jednak doznał upadku przy lądowaniu. Ze względu na kontuzję w zawodach nie wystartował Alex Insam.

## Wyniki

### Konkurs indywidualny mężczyzn (25.10.2020)
Opracowano na podstawie:
| M   | Zawodnik             | Skok   | Wynik punktowy |
| --- | -------------------- | ------ | -------------- |
| 1.  | Samuel Costa         | 94,5 m | 113,5          |
| 2.  | Francesco Cecon      | 95,0 m | 113,0          |
| 3.  | Giulio Bezzi         | 95,0 m | 112,0          |
| 4.  | Aaron Kostner        | 92,5 m | 109,0          |
| 5.  | Daniel Moroder       | 93,0 m | 108,5          |
| 6.  | Iacopo Bortolas      | 93,0 m | 107,5          |
| 7.  | Andrea Campregher    | 92,0 m | 105,5          |
| 8.  | Mattia Galiani       | 90,5 m | 104,0          |
| 9.  | Giovanni Bresadola   | 97,0 m | 97,0           |
| 10. | Stefano Radovan      | 85,5 m | 92,0           |
| 11. | Domenico Mariotti    | 81,5 m | 83,5           |
| 12. | Manuel Facchini      | 79,5 m | 77,5           |
| 13. | Martino Zambenedetti | 58,0 m | 29,0           |

### Konkurs indywidualny kobiet (25.10.2020)
Opracowano na podstawie:
| M  | Zawodniczka           | Skok 1  | Skok 2  | Wynik punktowy |
| -- | --------------------- | ------- | ------- | -------------- |
| 1. | Lara Malsiner         | 102,0 m | 100,0 m | 238,0          |
| 2. | Jessica Malsiner      | 93,0 m  | 91,0 m  | 210,5          |
| 3. | Veronica Gianmoena    | 90,5 m  | 87,5 m  | 201,0          |
| 4. | Manuela Malsiner      | 90,0 m  | 86,5 m  | 197,0          |
| 5. | Annika Sieff          | 85,5 m  | 81,5 m  | 177,0          |
| 6. | Camilla Henni Comazzi | 83,0 m  | 76,0 m  | 154,5          |
| 7. | Martina Zanitzer      | 78,5 m  | 79,5 m  | 154,0          |
| 8. | Daniela Dejori        | 80,5 m  | 76,5 m  | 152,5          |